# Hoover Institution
Hoover Institution (fuldstændigt navn: The Hoover Institution on War, Revolution and Peace) er en republikansk neokonservativ tænketank og bibliotek med fokus på offentlig politik. Instituttet er placeret på Stanford Universitys campus, og blev grundlagt i 1919 af den daværende amerikanske handelsminister, senere USA's 31. præsident, Herbert Hoover.
Instituttet har et omfattende arkiv af materialer knyttet til Herbert Hoover fra 1. og 2. verdenskrig.
Ifølge institutionen, er dens formål at fremme blandt andet en repræsentativ styreform, private foretag, fred, personlig frihed og til at handle for at beskytte det amerikanske systemet. En række prominente konservative og nyliberale er eller har været aktive ved Hoover Institutionen, herunder Margaret Thatcher, Ronald Reagan, Condoleezza Rice, George Shultz, Thomas Sowell og økonomen Milton Friedman.
I en tale til bestyrelsen på Stanford University i 1959 opridser Herbert Hoover formålet med Hoover Institutionen, den  ideologi institutionen bygger på og definere aktiviteterne:
 Både vores sociale og økonomiske ideer er baseret på det private initiativ, hvorfra udspringer initiativ og opfindsomhed ... Vores ideer er et system, hvor den føderale regering ikke bør påtage sig nogen statslige, sociale eller økonomiske tiltag, medmindre ... folk ikke kan klare sig selv ... Den overordnede mission for denne institution, er udfra vores optegnelser, at rejse en erfaringens stemme ... for at opretholde Amerika og garantere den amerikanske livsstil. Denne institution er ikke og må ikke blive et simpelt bibliotek. Men med disse formål som sit mål, skal institutionen selv konstant og dynamisk pege vejen ... til personlig frihed og til forsvar for det amerikanske system.

## Kritik af Hoover Institution
Hoover Institution bliver kritiseret for højreradikalime af bl.a. organisationen "People For the American Way". På der hjemmeside "rightwingwatch.org" bliver Hoover Institution fulgt nøje. De skriver bl.a. at Hoover Institutions vigtige spørgsmål er: 
 uddannelsesreformer, der centrerer omkring udbetaling af offentlige skolemidler til private og privatisering af skolevæsenet, afskaffelse af positiv særbehandling af minoriteter, privatisering af sociale tjenester, "flad skat" og andre skattenedsættelser og deregulering af industrien ... 

 ligesom Hoover Institute: 
 knytter stærke bånd mellem højreorienterede ideologer, højreorienterede tænketanke og højreorienterede politiske beslutningstagere internationalt 